# 엘람드라비다어족
엘람드라비다어족(영어: Elamo-Dravidian languages)은 현존하는 인도의 드라비다어족의 언어들 혹은 그 원(原)언어와 오늘날 이란의 남서부에 존재했던 고대 엘람 제국의 사멸한 엘람어를 연결시키는 가설적인 어족이다.
엘람드라비다어족 가설은 19세기에 처음 주장되었으며, 1970년대에 언어학자 데이비드 매캘핀(David W. McAlpin)이 이를 뒷받침하는 일련의 논문을 발표하여 다시 주목받았다. 그는 또한 인더스 문명의 언어 또는 어족이었던 사멸한 하라파어도 엘람드라비다어족에 속했을 수 있다고 주장하였다.